# Rhabinopteryx luridalis
Rhabinopteryx luridalis là một loài bướm đêm trong họ Noctuidae.